# Puntioplites
Puntioplites hay còn gọi là Chi cá dảnh là một chi cá thuộc họ cá chép trong bộ cá chép phân bố tại Đông Nam Á. Hiện hành có 03 loài được mô tả trong chi này trong đó có loài cá dảnh là loài cá có giá trị kinh tế đối với các cư dân bản địa Việt Nam.

## Các loài
- Puntioplites bulu (Bleeker, 1851)
- Puntioplites falcifer H. M. Smith, 1929 Cá dảnh
- Puntioplites proctozystron (Bleeker, 1865) Cá dảnh trắng
- Puntioplites waandersi (Bleeker, 1858-59)

## Trong ẩm thực
Cá dảnh có ở Đồng bằng sông Cửu Long và có nhiều trong mùa nước nổi. Khi vào vụ (tháng 9 – 10 âm lịch) cư dân nơi đây dùng lưới, đăng, vó v.v... để đánh bắt. Cá dảnh tuy hơi nhiều xương nhưng thịt cá dảnh béo, ngọt, thơm, ngon nên được các bà nội trợ miền Tây ưa chuộng trong việc chế biến các món ăn như: chiên tươi, muối chiên, kho tương, kho ngót, nấu canh chua v.v... 